# Museu de Arte Teien
O Museu de Arte Teien da Metrópole de Tóquio (東京都庭園美術館, Tōkyōto Teien Bijutsukan) é um museu de arte de Tóquio, capital do Japão. Está localizado no bairro de Minato, a leste da Estação Meguro. O edifício Art Deco , concluído em 1933, tem interiores projetados por Henri Rapin e apresenta obras de vidro decorativo de René Lalique.
O museu funciona em uma mansão em estilo Art decó que, anteriormente, fora residência do Príncipe Asaka Yasuhiko (1933-1947), residência oficial do primeiro-ministro do Japão (1947-50) e alojamento de visitas do Estado (1950-74). Teien significa jardim japonês, e o museu foi nomeado assim por estar cercado por um jardim e esculturas.
O príncipe, que estudou na École Spéciale Militaire de Saint-Cyr na França, e viajou para os Estados Unidos em 1925, foi muito apaixonado pelo movimento Art Deco. Ao retornar ao Japão, ele encomendou a construção de sua própria residência privada nesse estilo. Embora muitos dos interiores tenham sido projetados de acordo com os planos apresentados por Henri Rapin, o principal arquiteto do prédio em si é creditado como Gondo Yukichi, do Escritório de Obras do Ministério da Casa Imperial .
A residência foi aberta ao público como museu em 1983. O espaço cultural é um dos muitos museus do Japão, que são apoiados por um governo de província.  Após uma renovação extensa em 2013, o museu foi reaberto em novembro de 2014. O novo anexo do ambiente cultural, projetado em colaboração com Hiroshi Sugimoto, inclui espaços expositivos modernos, uma loja de café e museu.